# Speedway Music Festival
Das Speedway Music Festival ist ein Festival der Genres Elektronische Tanzmusik (EDM), Hip-Hop und Techno in Hamburg. Von 2017 bis 2019 fand die Veranstaltung in Brokstedt, Schleswig-Holstein statt. Es findet jährlich seit 2017 immer im August statt.

## Geschichte
Das erste Mal fand das Festival am 26. August 2017 auf dem Holsteinring in Brokstedt statt. Organisiert wurde das Event von der dafür gegründeten Speedway Festival GmbH. Laut Geschäftsführer John Mahlmann wollte man dies unter anderem deshalb realisieren, weil in Norddeutschland zu wenige Festivals mit elektronischer Musik stattfinden würden. Bei der ersten Ausgabe kamen ca. 2500 Besucher zu der Musikveranstaltung, 2018 waren es 4000. Es gab jeweils eine Stage für die Genres EDM und Hip-Hop. 2019 wurde erstmals ein Camping-Pass angeboten, außerdem gab es eine dritte Stage für das Genre Techno. Am 25. Februar 2020 kündigten die Veranstalter via Facebook an, dass das folgende Festival nicht mehr in Brokstedt, sondern in Hamburg stattfinden würde. Es konnte keine erneute Einigung mit dem Besitzer der als Parkplatz genutzten Weideflächen am Holsteinring erzielt werden. Als neue Location wurde das Gelände des MS Dockville Festivals im Hamburger Stadtteil Wilhelmsburg gewählt. In den Jahren 2020 sowie 2021 wurde das Festival aufgrund der Corona-Pandemie abgesagt. 2022 soll es im Edelfettwerk in Hamburg stattfinden. 

## Organisation
Als Gelände wurde bis einschließlich 2019 der eigentlich als Speedwaybahn verwendete Holsteinring in Brokstedt genutzt. In den ersten beiden Jahren gab es 2 Bühnen, ab 2019 kam eine dritte hinzu. Die umliegenden Felder wurden für das Parken und Camping (nur 2019) genutzt, laut Veranstalter standen Parkplätze für 8000 Autos zur Verfügung. Außerdem gab es einen Shuttle-Service vom nahe gelegenen Bahnhof Brokstedt, sowie einen kostenpflichtigen Shuttlebus-Service aus mehreren norddeutschen Städten.
2020 sollte das Festival erstmals im Uferpark Hamburg-Wilhelmsburg stattfinden.
Erstmals 2022 soll es im Edelfettwerk in HH stattfinden. 

## Line-Ups
| Datum           | Stage | Stage | Stage                                                             |
| Datum           | EDM Main Circuit | Hip-Hop & RnB | Techno (ab 2019)                                                  |
| --------------- | --- | --- | ----------------------------------------------------------------- |
| 26. August 2017 | DJ Antoine, Gestört aber geil, Holl&Rush, Mark Bale, Puentez, Nicolas Julian, Agatino Romero, Sam Collins, Dazz, Roger Horton         | DJ Teddy-O, Kimbo, DJ O'nit, DJ I$I, Chico G, Basic D, DJ Philly, DJ DAM-ON, Jenesis, Dj BeNice                               | -                                                                 |
| 18. August 2018 | Klingande, Jan Leyk, Watermät, Holl&Rush, Mark Bale, Puentez, Nicolas Julian, Calvo, Agatino Romero, Horton, Trilllion, The Mantiz    | Haftbefehl, Chico G, DJ BeNice, Big Lary, Keey, Negrow, Quin Pin, DJ Donovan, DJ Shorty                                       | -                                                                 |
| 10. August 2019 | Hugel, Mike Candys, Puentez, Möwe, Nicolas Julian, Jaden Bojsen, Sam Collins, Agatino Romero, Trilllion, Sltry, Jermaine Vita, Litchi | Milonair, Big Lary, Keey, DJ Donovan, 219 Click, Sona, H-Sixx, Kala, Miami Lenny, Bez Bazara Gang, Master Puja, NS M.A.F.I.A. | Moonbootica, Max Wedekämper, Davide, Gregor Weiss, Schmidde, VABU |
| 8. August 2020  | Ausgefallen aufgrund der COVID-19-Pandemie                                                                                            | Ausgefallen aufgrund der COVID-19-Pandemie                                                                                    | Ausgefallen aufgrund der COVID-19-Pandemie                        |
| 7. August 2021  | Ausgefallen aufgrund der COVID-19-Pandemie                                                                                            | Ausgefallen aufgrund der COVID-19-Pandemie                                                                                    | Ausgefallen aufgrund der COVID-19-Pandemie                        |